# 新來的小石柱
《新來的小石柱》是一部中國兒童文學小說，於1975年由人民文學出版社出版，後又改編為連環畫。主人公小名叫石柱，大名「石成鋼」。為了慶祝此作品被成功搬上銀幕，該書作者黃家佐（筆名「童邊」）為其於1977年出生的兒子，取名「芮成鋼」（姓氏隨其母親芮淑敏）。

## 故事梗概
主人翁是来自深山农村的少年－石成钢，一日被体操教练發掘天份後來到省体操队勤学苦练，当為准备参加全国比赛苦练高难动作時，意外从单杠脱手摔落導致腿部骨折。但是，他依然以惊人的毅力战胜病痛，表演当时世界水平的体操高难度动作——直体后空翻接转体1080度，获得全国少年体操冠军。

## 其他藝術形式
- 1975年，改編成連環畫，同時全國各地廣播電台播講。
- 1977年，上海美術電影制片廠改編攝制為80分鐘的大型動畫片。[1]